# بنو إلياس
بنو إلياس سلاسة مسلمة حكمت بكرمان في القرن الرابع الهجري.
أسسها أبو علي محمد بن إلياس الصُغدي.

## قائمة الحكام
حسب زامباور:
| الحاكم                         | سنة    |
| ------------------------------ | ------ |
| أبو علي محمد بن إلياس بن اليسع | 317 هـ |
| اليسع بن محمد                  | 355 هـ |
| سليمان بن محمد                 | 358 هـ |
| الحسين بن علي بن إلياس         | 364 هـ |

## المصدر
1. ↑  المستشرق زامباور (1400 هـ). معجم الأنساب والأسرات الحاكمة في التاريخ الإسلامي. بيروت: دار الرائد العربي - أخرجه زكي محمد حسن بك وحسن احمد محمود وآخرون. ص. 327. {{استشهاد بكتاب}}: تحقق من التاريخ في: |سنة= (مساعدة)
2. ↑  أمينة بيطار. "إلياس (بنو ـ)". الموسوعة العربية. هئية الموسوعة العربية سورية- دمشق. مؤرشف من الأصل في 28 أبريل 2016. اطلع عليه بتاريخ ذو الحجة 1435 هـ. {{استشهاد ويب}}: تحقق من التاريخ في: |تاريخ الوصول= (مساعدة)